# Panphalea
Panphalea là một chi thực vật có hoa trong họ Cúc (Asteraceae).

## Loài
Chi Panphalea gồm các loài: